# Бенгальська суба
Бенгальська суба — одна з суб імперії Великих Моголів від 1574 до 1757 року. 25 вересня 1574 року Мунім-хан, командувач могольскої армії, захопив Танду, столицю останнього афганського правителя Бенгалії Дауд-хана Каррані. Таким чином в Бенгалії було введено могольське панування. У 1713 році Муршид Кулі-хан отримав посаду наїб назіма (заступника субадара) Бенгалії. У 1717 році він став її субадаром (правителем суби), і Бенгалія стала повністю незалежною від імперського контролю. Слідом за поразкою останнього незалежного субадара Бенгалії Сирадж уд-Даула в битві під Плессі 23 червня 1757 року і його смертю 2 липня 1757 року Бенгалія перейшла під контроль Британської Ост-Індійської компанії.
Бенгалія у 16-18 ст. була найбагатшим та індустріально найрозвиненішим місцем у світі, а її економіка демонструвала ознаки промислової революції.
Могольська Бенгалія описувалася як «рай народів», а рівень життя та реальна заробітна плата її жителів були одними з найвищих у світі. Вона становила 12 % світового ВВП. Східна частина Бенгалії була одним із світових лідерів у галузях текстильного виробництво та суднобудування; вона була головним світовим експортером шовку, бавовни, сталі, селітри, сільськогосподарської та промислової продукції. Її столиця Джахангір Нагар (зараз Дакка), мала понад 1 мільйон населення.

## Історія
25 вересня 1574 року Мунім-хан, командувач могольської армії, захопив Танду, столицю останнього афганського правителя Бенгалії Дауд-хана Каррані. Після розгрому бенгальського султана Дауда Хана Каррані в Раджмахалі в 1576 році, могольський падишах (імператор) Акбар Великий оголосив про створення Бенгалії як однієї з оригінальних дванадцяти суб (провінції верхнього рівня), що межувала з субами Біхар і Оріасою, а також з Бірмою. Так у Бенгалії було встановлено могольське правління. 1713 року Муршид Кулі-хан отримав посаду наїб назіма (заступника субадара) Бенгалії. 1717 року він став її субадаром або назімом, а Бенгалія стала цілком незалежною від імперського контролю. Слідом за поразкою останнього незалежного субадара Бенгалії Сіраджа уд-Даули у битві під Плессі 23 червня 1757 року та його смертю 2 липня 1757 року Бенгалія перейшла під контроль Британської Ост-Індійської компанії. Наступники Сіраджа уд-Даули були просто ляльками в руках останньої.

## Адміністративний поділ
Відповідно до системи стягнення земельного податку Тодар Мала 1582 року Бенгальська суба поділялась на 24 саркари (округи), що включали 19 саркар власне Бенгалії та 5 саркар Одіши. 1607 року, за часів правління Джаханґіра Одіша стала окремою субою. 19 саркар згодом було розділено на 682 паргани. 1658 року, після реформи системи земельного оподаткування Шах Шуджі, було додано 15 нових саркар і 361 нова паргана. 1722 року Муршід Кулі-хан розділив усю субу на 13 чакал, які згодом було розділено на 1660 парган.
Первинно столицею суби була Танда. 9 листопада 1595 року новою столицею став Раджмахал завдяки Ман Сінгху I, який перейменував його на Акбарнагар. 1610 року столицю було перенесено з Раджмахала до Дакки й перейменовано на Джаханґірнагар. 1639 року Шах Шуджа знову переніс столицю до Раджмахала. 1660 року Муаззам-хан (Мір Джумла) знову переніс столицю до Дакки. 1703 року Муршід Кулі-хан, потім дивані (головний податковий інспектор) Бенгалії та майбутній наваб Бенгалії, переніс своє відомство з Дакки до Максудабада, а згодом перейменував його на Муршідабад.

### 19 саркар
| Саркар                  | Кількість парган |
| ----------------------- | ---------------- |
| Удамабар (Танда)        | 52               |
| Джаннатабад (Лакхнауті) | 66               |
| Фатхабад                | 31               |
| Махмудабад              | 88               |
| Халіфатабад             | 35               |
| Бакла                   | 4                |
| Пурнія                  | 9                |
| Таджпур                 | 29               |
| Гхорагхат               | 84               |
| Пінджара                | 21               |
| Барбакабад              | 38               |
| Базуха                  | 32               |
| Сонаргаон               | 52               |
| Сілет                   | 8                |
| Читтагонг               | 7                |
| Шарифабад               | 26               |
| Сулейманабад            | 31               |
| Сатгаон                 | 53               |
| Мандаран                | 16               |

## Список субадарів Бенгалії
У списку подано імена і дати правління субадарів Бенгалії у 1574—1757 роках:
| Ім'я                                   | Термін правління                   |
| -------------------------------------- | ---------------------------------- |
| Мунім-хан                              | 25 вересня 1574 — 23 жовтня 1575   |
| Хан Джахан I                           | 15 листопада 1575 — 19 грудня 1578 |
| Музаффар-хан Турбаті                   | 1579—1580                          |
| Мірза-Азіз Кока                        | 1582—1583                          |
| Шахбаз-хан                             | 18 травня 1583—1585                |
| Садік-хан                              | 1585—1586                          |
| Вазір-хан                              | 1586—1587                          |
| Саїд-хан Чагтай                        | 1587—1594                          |
| Ман I Сінґх                            | 4 червня 1594—1606                 |
| Кутб уд-Дін-хан Кока                   | 2 вересня 1606 — травень 1607      |
| Джаханґір Кулі Бек                     | 1607—1608                          |
| Іслам-хан I                            | Червень 1608—1613                  |
| Касім-хан Чішті                        | 1613—1617                          |
| Ібрагім-хан                            | 1617—1624                          |
| Махабат-хан                            | 1625—1626                          |
| Мукаррам-хан                           | 1626—1627                          |
| Фідаї-хан                              | 1627—1628                          |
| Касім-хан Джувайні                     | 1628—1632                          |
| Азам-хан Мір Мухаммед Бакар            | 1632—1635                          |
| Іслам-хан II                           | 1635—1639                          |
| Шах Шуджа                              | 1639—1660                          |
| Мір Джумла II                          | Травень 1660 — 30 березня 1663     |
| Шаїста-хан                             | Березень 1664—1678                 |
| Фідаї-хан (Азам-хан Кока)              | 1678                               |
| Мухаммад Азам Шах                      | 1678—1679                          |
| Шаїста-хан                             | 1679—1688                          |
| Хан-і-Джахан Бахадур-хан               | 1688—1689                          |
| Ібрагім-хан                            | 1689—1697                          |
| Азім уш-Шан                            | 1697—1712                          |
| Хан-і-Джахан                           | 1712—1713                          |
| Джаханґір-Шах Багадур (Фархунда-Сійяр) | Лютий 1713 — травень 1713          |
| Музаффар Джанг Мір Джумла              | 1713—1716                          |
| Муршід Кулі-хан                        | 1717—1727                          |
| Шуджа уд-Дін                           | 1727—1739                          |
| Сарфараз-хан                           | 1739—1740                          |
| Аліварді-хан                           | 1740—1756                          |
| Сірадж уд-Даула                        | 1756 — 2 липня 1757                |